# Activity-based costing
Activity-based costing (ABC, aktivitetsbaseret omkostningsfordeling) er en regnskabsmæssig metode til fordeling af omkostninger på produkter, serviceydelser og kunder. Metoden anvendes især ved budgettering og budgetkontrol.
Metoden baseres på en model som består i, at ressourcer anvendes i aktiviteter til understøttelse af omkostningsobjekter (produkter, serviceydelser og kunder). De indirekte omkostninger samles på et antal ressourcekategorier (R i figuren nedenfor). Herfra fordeles de til aktiviteter (A) efter disses træk på ressourcerne (RCD – resource cost drivers), og herfra atter videre til omkostningsobjekterne (O) ved hjælp af let målbare aktivtetsmål (ACD – activity cost drivers). Direkte omkostninger – materialer (DM) og løn (DL) – henføres direkte til omkostningsobjekterne.
Activity-based costing blev udviklet af Robin Cooper og Robert S. Kaplan i 1970'erne og 80'erne, hvor de i produktionsvirksomheder konstaterede, at de direkte omkostninger kom til at udgøre en stadig mindre del af de samlede omkostninger. Den traditionelle omkostningsfordelingsmetode – fullcost – fordeler indirekte omkostninger proportionalt med de direkte omkostninger og medfører dermed en stigende vilkårliged med risiko for fejldispositioner til følge.